# Haferkeks

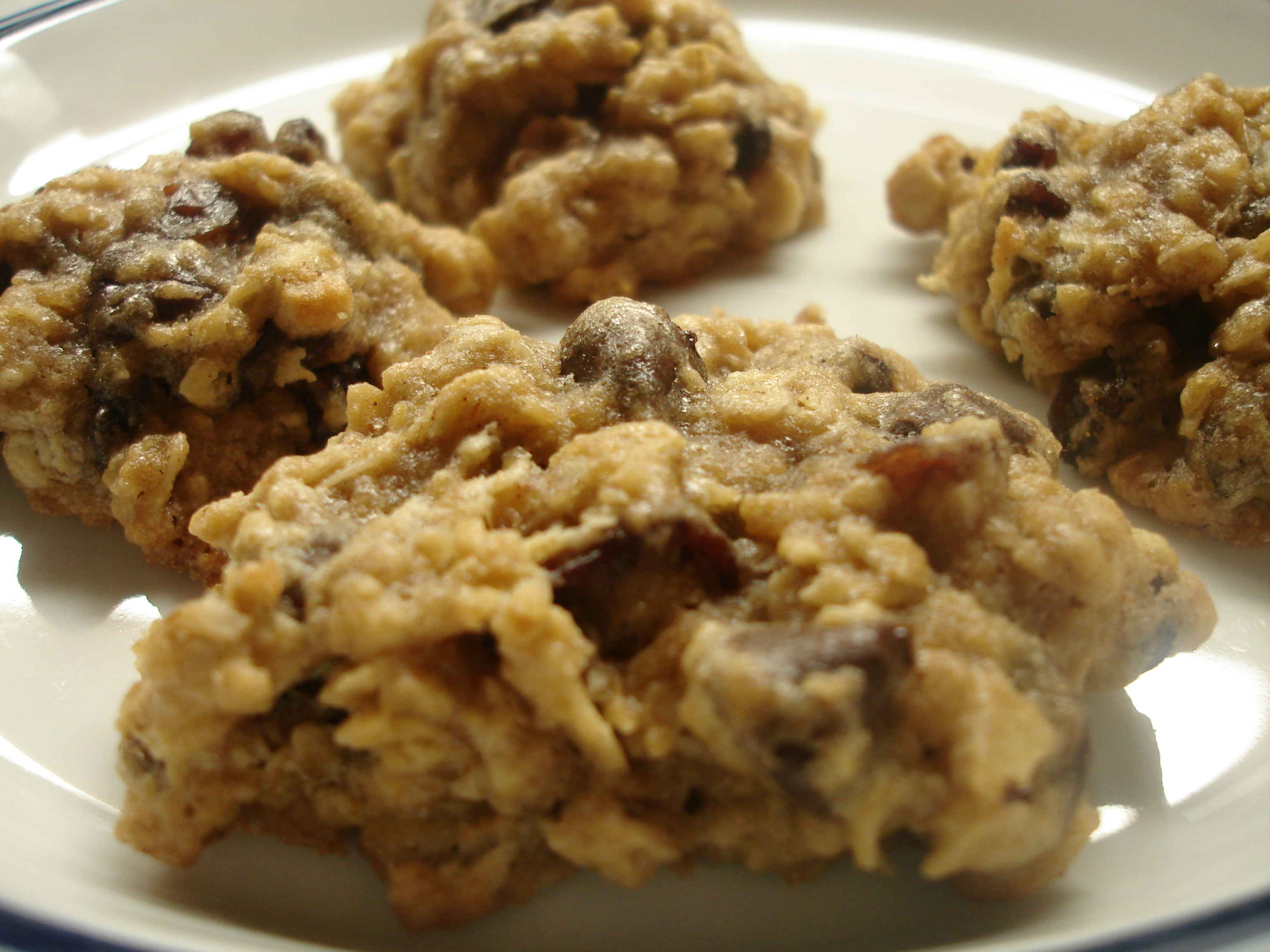
Haferflocken-Rosinen-Kekse

Der Haferkeks oder Haferflockenkeks ist ein kleines Dauerbackwarenprodukt, das vorwiegend aus einer Kombination von Hafer (hauptsächlich Haferflocken) und Weizenmehl hergestellt wird. Die Formen, Größen und zusätzlichen Zutaten können je nach kulturellem Hintergrund variieren.

## Geschichte
Das Rezept für den Haferkeks, der heute als kleines, süßes Gebäck in vielen Regionen geschätzt wird, hat historisch betrachtet seine Wurzeln im Backen von Produkten, die auf Hafer basieren. Diese Zutat hat einen noch älteren Ursprung, der in einigen Teilen Europas und Asiens Jahrhunderte oder sogar Jahrtausende zurückreicht. In Russland beispielsweise wurde ein großer, ungesüßter und flacher Haferflockenkuchen gebacken, der als Nahrungsmittel für Soldaten und Bauern diente. Eine süße Teigmischung mit Hafer und Mandeln ist in einem Kochbuch im Russischen Kaiserreich aus dem Jahr 1794 dokumentiert. Von dieser Zeit an begannen einige russische Bäcker, in gebackenen Haferflockenzubereitungen Zucker zu zuvor ungesüßtem Teig hinzuzufügen. Es war in Sankt Petersburg, wo der Haferkeks im zaristischen Russland populär wurde. Als Teil der traditionellen Küche wurden in der chinesischen Region Innere Mongolei bereits vor Jahrhunderten Rezepte für Haferbrot dokumentiert.
Der genaue Ursprung des Haferkekses ist nicht eindeutig geklärt, und es existiert zudem kein Patent auf seine Erfindung. Laut einer Theorie wurden sie im 19. Jahrhundert in den Vereinigten Staaten (USA) als kleinere Variante des traditionellen Haferkuchens entwickelt, der seit der britischen Kolonialisierung in Nordamerika weit verbreitet ist. Forscher datieren das erste Rezept für Haferflocken-Rosinen-Kekse in seiner heutigen Form auf das Jahr 1896, als es im Buch Boston Cooking School Book der US-amerikanischen Gastronomin Fannie Merritt Farmer veröffentlicht wurde. Eine alternative Theorie postuliert, dass die Ursprünge des Kekses in Schottland liegen, wo Hafer traditionell in einer Vielzahl von schottischen Backwaren Verwendung findet. Es wird angenommen, dass es seinen Ursprung in der Entwicklung des traditionellen und historischen Haferbreis der schottischen Küche hat. Es fand eine amüsante Auseinandersetzung zwischen Schotten und Engländern über den Konsum von Hafer statt. Der englische Schriftsteller Samuel Johnson bemerkte dazu: „In England kämen wir nicht auf die Idee, Hafer zu essen. Wir verwenden ihn lediglich als Futter für Pferde.“ Darauf erwiderte der Schotte James Boswell: „Vielleicht liegt es daran, dass England die besseren Pferde hat und Schottland die besseren Männer.“ Diese Anekdote verdeutlicht, dass Hafer zu bestimmten Zeiten und in bestimmten Regionen bevorzugt als Viehfutter verwendet wurde, anstatt für den menschlichen Verzehr. Darüber hinaus war der Konsum je nach sozialer Schicht unterschiedlich ausgeprägt. Zu Beginn wurde Hafer aufgrund seines hohen Ballaststoffgehalts vor allem von Landwirten und Arbeitern konsumiert.

## Sorten je nach Land
- In Deutschland sind Haferkekse ein weit verbreitetes und klassisches Weihnachtsgebäck, das in allen Regionen des Landes als Plätzchen geschätzt wird.[9] Es gibt jedoch regional unterschiedliche Variationen hinsichtlich zusätzlicher Zutaten wie Walnüssen, Rosinen und Mandeln, Zimt, Gewürznelken, Erdnüsse usw.
- In der schwedischen Küche sind Haferkekse (Havrekakor) eine geschätzte Komponente des Fika-Gebäcks, das Teil der traditionellen schwedischen Kaffeepause am Nachmittag ist.[10]
- In Schottland ist der Haferflocken-Rosinen-Keks einer der beliebtesten Kekse.[11]
- In der Gastronomie der Vereinigten Staaten ist der Haferflocken-Rosinen-Keks ebenfalls beliebt, aber auch andere Varianten, wie der Haferflocken-Keks mit Schokoladenstückchen, stark konsumiert werden.[12] In diesem Land wird jedes Jahr am 30. April der Nationale Tag der Haferflockenkekse (engl. National Oatmeal Cookie Day) informell gefeiert.[13]
- In Dänemark sind Haferkekse mit Lakritz eine traditionelle Zubereitungsform.[14]
- In Australien und Neuseeland ist der ANZAC Biscuit eine beliebte Art von Haferkeksen.[15]
- In der finnischen Küche sind Haferkekse (finn. Kauralastut) flacher als herkömmliche Kekse und gelten als Teil der traditionellen Rezepte des Landes.[16]
- In Estland werden Haferflockenkekse mit Käse verbacken, genannt Kaerahelbekupsised, zusammengesetzt aus den Wörtern kaerahelbeid (Haferflocken), küpsis (Keks) und juustu (Käse).[17][18]